# Люксембургский сад
Люксембу́ргский сад (фр. jardin du Luxembourg) — дворцово-парковый ансамбль в центре Парижа, известная достопримечательность города. Бывший королевский, а ныне государственный дворцовый парк в парижском Латинском квартале занимает площадь в 26 гектаров. В парке расположен Люксембургский дворец, в котором заседает Сенат, вторая палата французского парламента.
Люксембургский сад с севера ограничен одноимённым дворцом и «Малым дворцом» (Petit Palais), который является официальной резиденцией президента Сената, оранжереей и Люксембургским музеем (Musée du Luxembourg), а с востока — Парижской высшей национальной школой горного дела (École des Mines). Сад можно условно разделить на две части: вокруг дворца расположены разбитые ещё в XVII в. в строго геометрическом порядке и в классическом французском стиле клумбы и террасы, в восточной и юго-восточной части возникла более поздняя парковая зона в английском стиле.

## Досуг

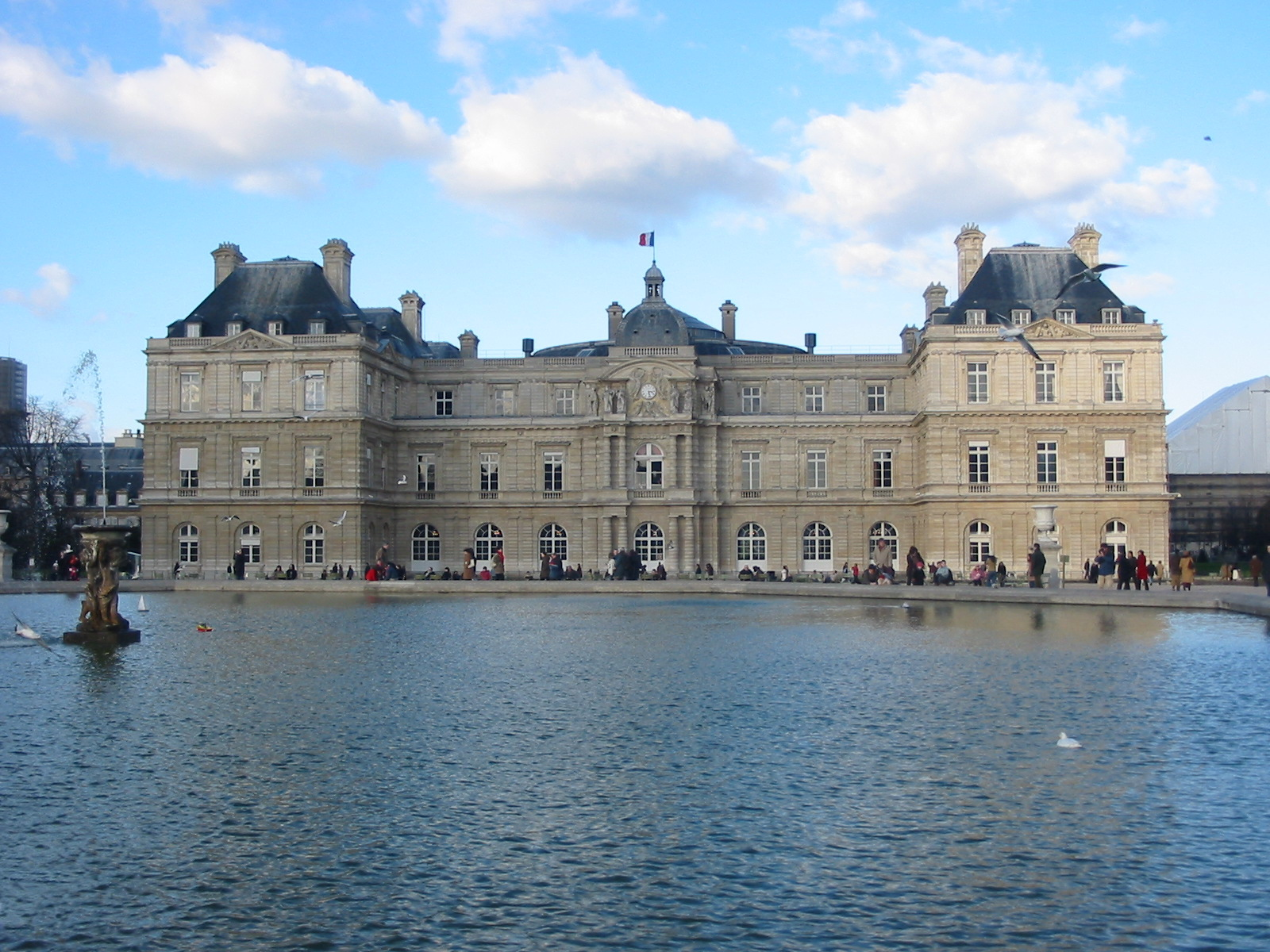
Фонтан перед Люксембургским дворцом

В парке работает построенный из камня театр миниатюр «Гиньоль», главным героем которого является Петрушка, старинная детская карусель, воспетая Рильке и многое другое. Для прогулок предлагаются пони и экипажи. Имеется игровая площадка. Кроме этого имеются теннисные корты и баскетбольные площадки, а также площадка для игры жё-де-пом — предшественницы тенниса. В саду есть крытая площадка для игры в шахматы и площадка для игры в бочче.
Самым популярным развлечением в Люксембургском саду остаётся фонтан перед фасадом дворца, где посетители издавна пускают собственные или взятые напрокат кораблики. В музыкальном павильоне недалеко от главного входа с бульвара Сен-Мишель проводятся концерты под открытым небом. Внешняя сторона павильонной решётки регулярно используется для проведения фотовыставок.

## История

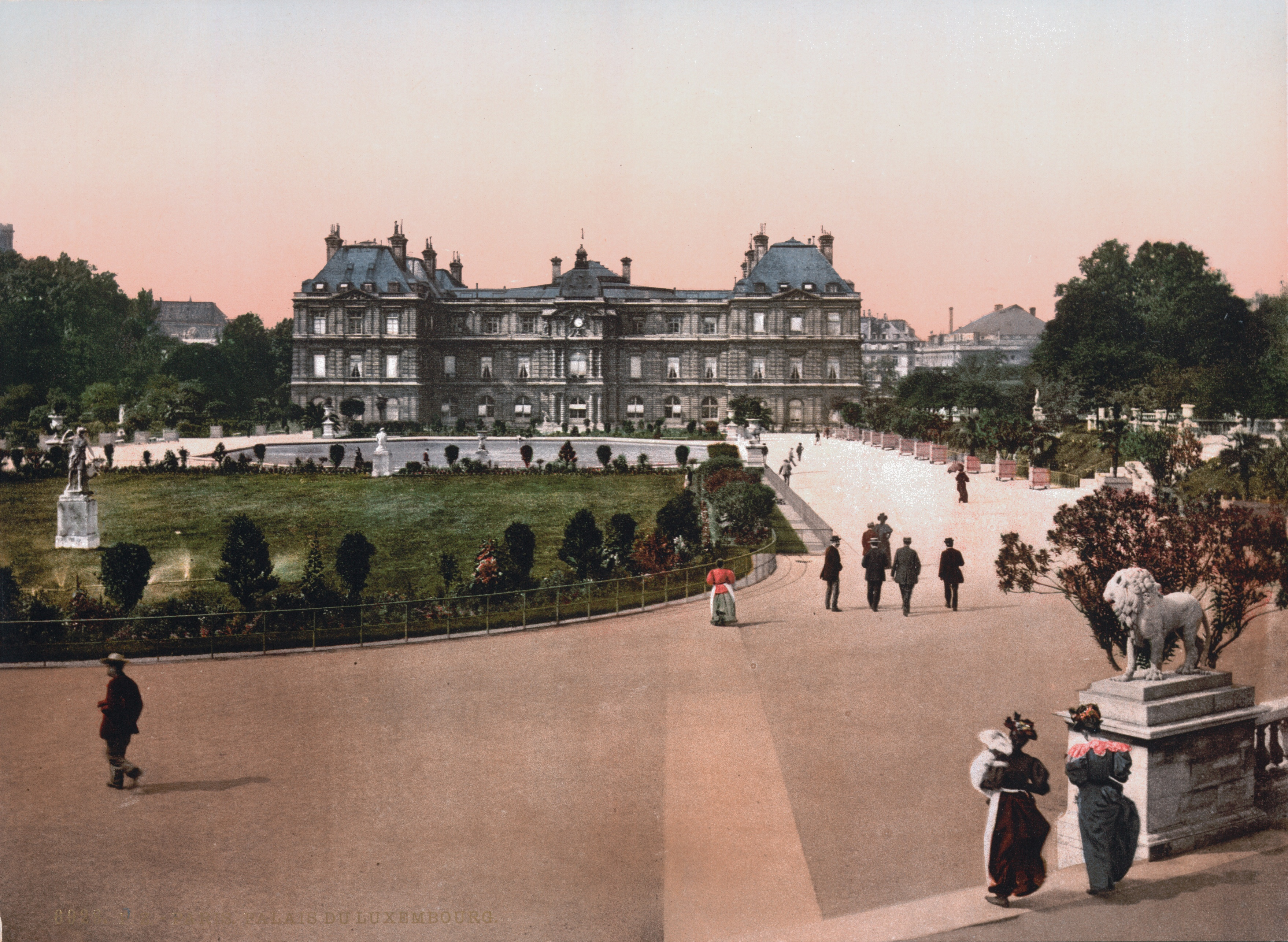

Сад был разбит в 1611 либо 1612 году по заказу французской королевы Марии Медичи, вдовы короля Генриха IV, вокруг загородного замка, возводившегося в то время далеко за пределами города. Прообразом замка послужил Палаццо Питти во Флоренции, в котором выросла Мария Медичи. Несмотря на то, что в XIX в. южное крыло дворца и прилегающий к нему сад подверглись значительным изменениям, Люксембургский дворец сохранил свой лёгкий итальянский флёр, который ещё более подчёркивают выращенные в кадках пальмы.

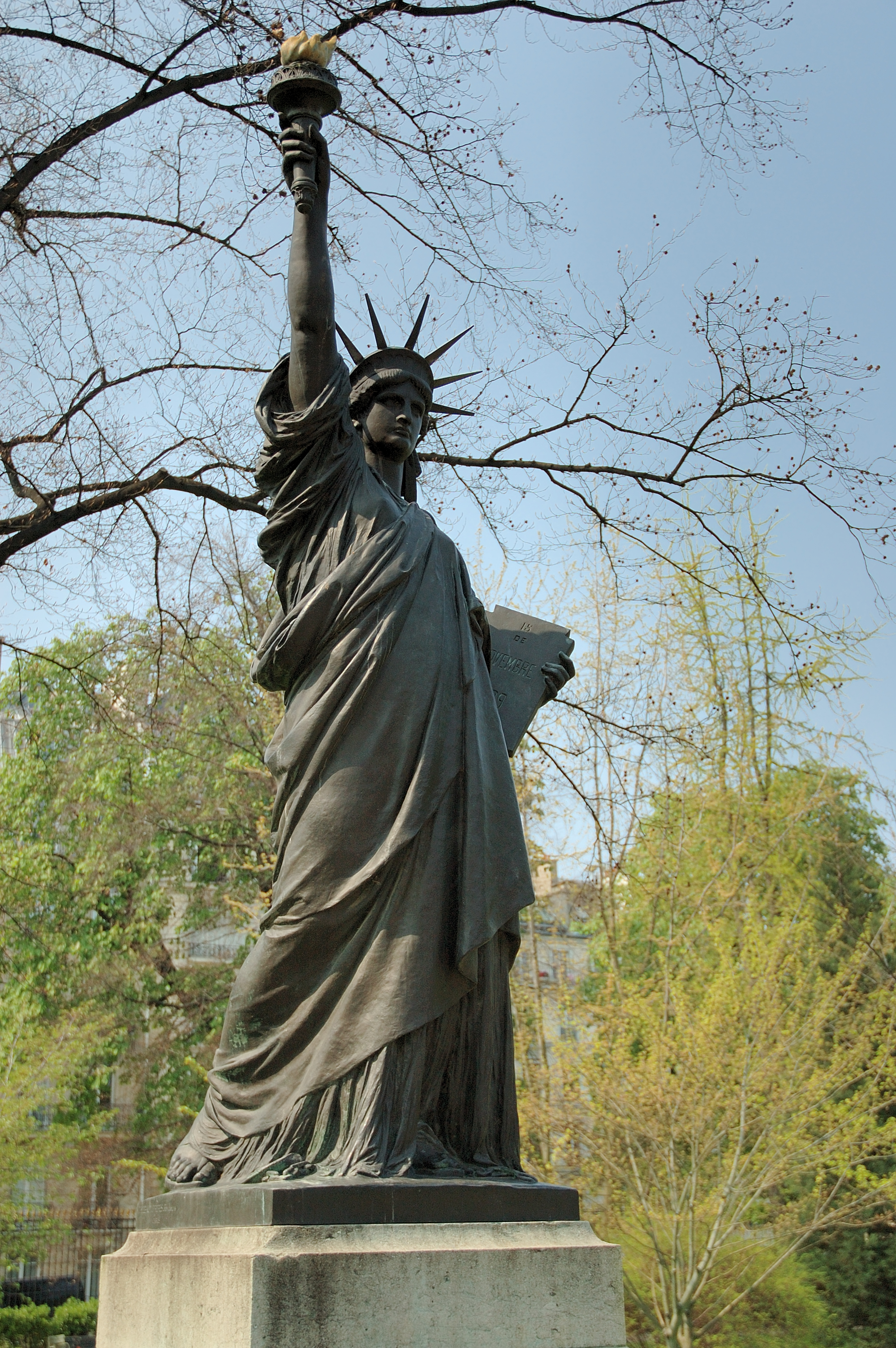
Статуя Свободы в Люксембургском саду

В оригинале сад предусматривал большие территории лесных насаждений, цветочных клумб и водоёмы, для снабжения водой которых в 1613—1624 годах был построен акведук, который доставляет сюда воду из источников Рёнжи . И даже подковообразный пандус с высокими террасами со стороны сада, огибающий центральный фонтан, существовал в такой форме ещё в начале XVII в. Мраморные статуи, в том числе памятник королеве Марии Медичи, появились только в XIX в. В парке размещено большое количество статуй и произведений искусства, среди которых есть одна из четырёх парижских статуй Свободы Фредерика Огюста Бартольди высотой около 2 м.
В 1617 году территория сада была увеличена за счёт части земли картезианского монастыря. Позднее по приказу Людовика XIV, внука Марии Медичи, подковообразный пандус дополнила грандиозная перспектива авеню де л’Обсерватуар, которая ведёт через проложенный здесь парижский нулевой меридиан до парижской обсерватории. Уже в XVII в. парк пользовался большой популярностью. В XVIII веке Люксембургский сад стал излюбленным местом прогулок литераторов: здесь прохаживались и Руссо, и Дени Дидро.
В последующие годы территория сада испытала много изменений: в 1782 г. его владелец, граф Провансский, брат Людовика XVI и будущий король Людовик XVIII поступился шестью гектарами сада, чтобы провести реставрацию дворца. Во время революции после секуляризации картезианского монастыря территория Люксембургского сада увеличилась до его нынешних размеров. В 1865 г. при Наполеоне III была разрезана проложенной улицей Огюста Конта (rue Auguste Comte) и зданиями в восточной и южной части. Эти работы затронули в том числе особо любимые Ги де Мопассаном древесный питомник (Pépinière) и ботанический сад. Протесты граждан и пять петиций, одна из которых собрала рекордные для того времени 12 000 подписей, не возымели успеха.

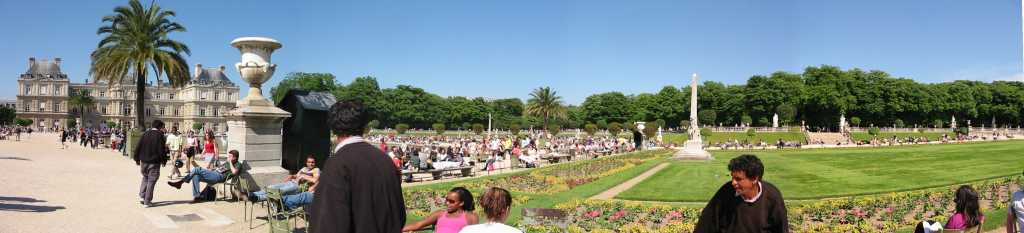
Панорама Люксембургского сада

## Фонтаны

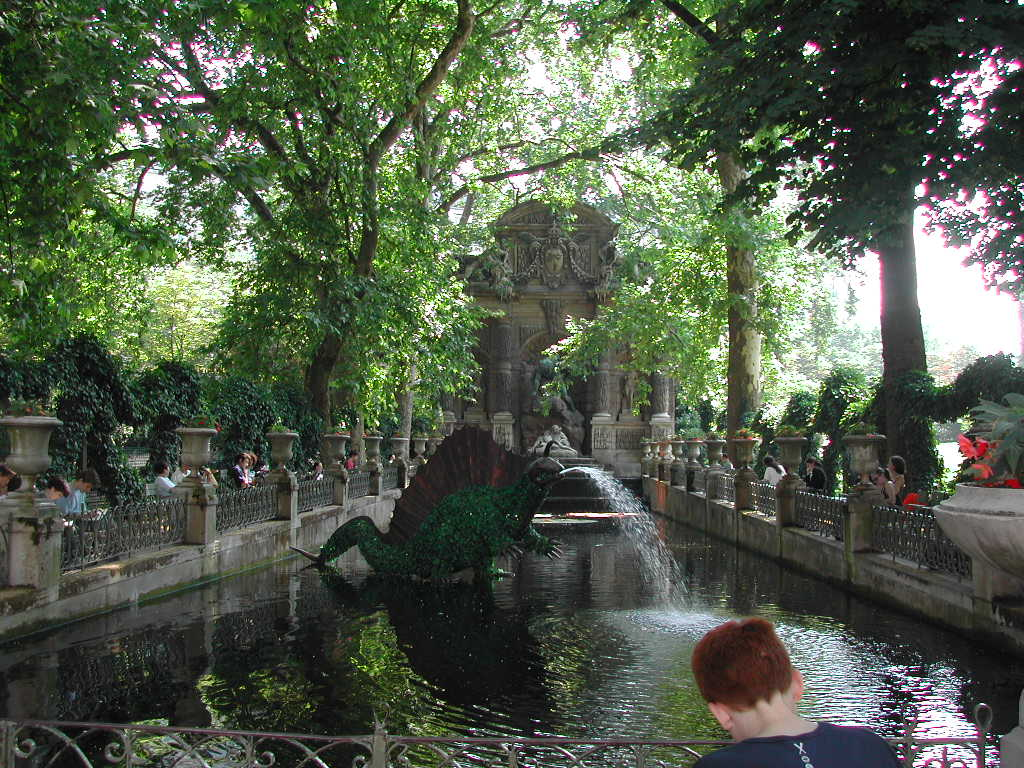
Фонтан Медичи

- Центральный фонтан с пунктом проката моделей парусников.
- Фонтан Медичи (приписывается Саломону де Броссу, выполнен в модном тогда французском стиле) считается самым романтичным фонтаном Парижа и находится в одном из самых притягательных уголков Люксембургского сада.
- Фонтан «Полифем». Автор Огюст Отен

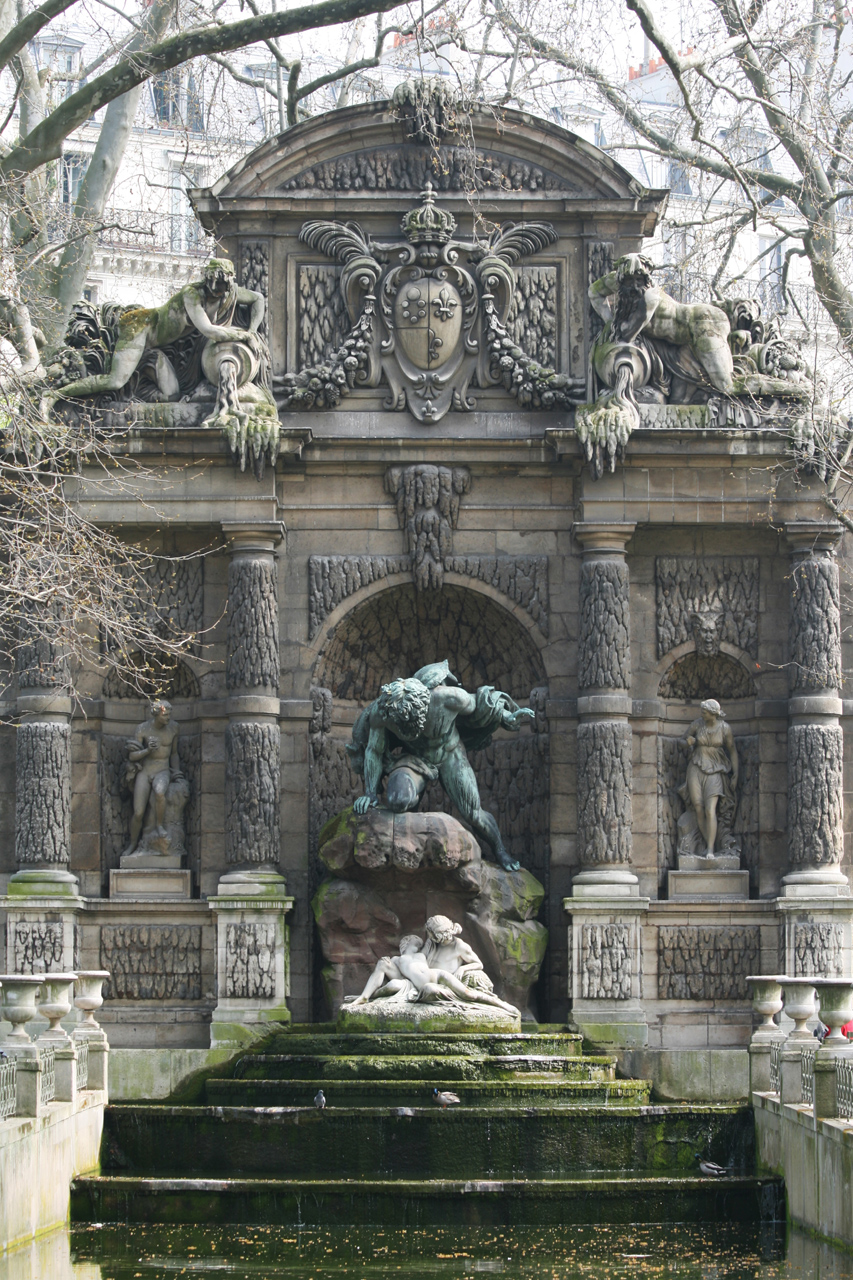
Фонтан «Полифем». Общий вид.